# Región de Karlsruhe
La Región de Karlsruhe (en alemán: Regierungsbezirk Karlsruhe) es una de las cuatro regiones administrativas (Regierungsbezirk) del estado de Baden-Wurtemberg, Alemania, localizada al noroeste del estado. Su capital es la ciudad de Karlsruhe.
Se subdivide en tres subregiones o asociaciones regionales (Regionalverband): Mittlerer Oberrhein, Unterer Neckar y Nordschwarzwald.
Tiene un área de 6919,17 km² y una población de 2.727.733 habitantes (2004).

## Geografía
La región de Karlsruhe se encuentra al noroeste del estado de
Baden-Wurtemberg y fue llamada hasta el 31 de diciembre de 1972 región de Nordbaden.
Limita al sur con la región de Friburgo, al oeste con Renania-Palatinado, al norte con Hesse
y al este con la región de Stuttgart. Su extensión y límites actuales fueron definidos en la reforma territorial y administrativa del 1 de enero de 1973.
| Kreise (distritos)                                                                             | Kreisfreie Städte (ciudades independientes)                        |
| ---------------------------------------------------------------------------------------------- | ------------------------------------------------------------------ |
| 1. Calw 2. Enzkreis 3. Freudenstadt 4. Karlsruhe 5. Neckar-Odenwald 6. Rastatt 7. Rhein-Neckar | 1. Baden-Baden 2. Heidelberg 3. Karlsruhe 4. Mannheim 5. Pforzheim |

## Política
Los presidentes de la región de Karlsruhe, desde 1975, han sido:
- 1975 - 1985: Dr. Trudpert Müller
- 1986 - 1988: Dr. Adolf Bieringer
- 1988 - 1994: Dr. Karl Miltner
- 1994 - 2005: Gerlinde Hämmerle
- desde el 6 de junio de 2005: Dr. Rudolf Kühner